# فورمينيانا
فورمينيانا (بالإيطالية: Formignana)‏ هي بلدية في مقاطعة فيرارا في إقليم إميليا رومانيا الإيطالي.

## السكان
في سنة 1861 بلغ عدد السكان 2٬013 نسمة، وتطور العدد ليصل في سنة 2011 لـ 2٬803 نسمة.
يظهر هذا المخطط البياني تطور النمو السكاني لـ فورمينيانا